# عصمت صفوی
عصمت صفوی با نام تولد عصمت السادات صفوی گلپایگانی (زادهٔ ۱۲۸۱ - درگذشت ۱۳۵۳) بازیگر سینما و تئاتر اهل ایران بود.

## زندگی
نام تولد وی «عصمت السادات صفوی گلپایگانی» بود و متولد سال ۱۲۸۱ در شهرستان گلپایگان بود. او فارغ‌التحصیل کلاس‌های بازیگری علی دریابیگی و نیز فارغ‌التحصیل هنرستان هنرپیشگی تهران بود.
در سال ۱۳۱۶ بازی در تئاتر را با نمایش سالومه آغاز کرد. این نمایش در محل سابق سیرک تهران به روی صحنه رفت؛ و در ادامهٔ فعالیت تئاتری اش، در گروه تئاتر ملی فعالیت می‌کرد. عصمت صفوی عاشق تئاتر بود، در نمایشنامه‌هایی چون: روباه‌ها، خاقان می‌رقصد، نادر شاه، بلبل سرگشته، آغا محمد خان قاجار و چوب به دست‌های ورزیل شرکت کرد و از سال ۱۳۳۰ به سینما رفت.

## درگذشت
عصمت صفوی در سال ۱۳۵۳ هنگام بازی در سریال «سمک عیار»، دچار ناراحتی قلبی شد و کمی بعد درگذشت.

## نظرات
پرویز خطیبی در کتاب خاطرات هنرمندان در مورد «عصمت صفوی» می‌نویسد:
«دربارهٔ «عصمت صفوی» باید بگویم که زنی بود با سواد، صمیمی، مهربان و با شخصیت که دورهٔ اول هنرستان هنرپیشگی را تمام کرده بود و در سازمان برنامه کار می‌کرد و پُست نسبتن مهمی داشت.»
از همان روزهای اول که تئاتر کوچک تهران در باغ «سهم الدوله» افتتاح شد، خانم صفوی که هنرپیشه‌ای توانا بود به فروش بلیت در گیشهٔ تئاتر پرداخت و من و او هر روز سر ساعت چهار بعد از ظهر با هم برخورد می‌کردیم و او با اصرار فراوان از من می‌خواست که مطالب و مقالاتی را که برای درج در روزنامه‌ها می‌نویسم در اختیارش بگذارم که تایپ کند.
عصمت صفوی از اولین برنامهٔ رادیویی با من همکاری صمیمانه داشت. بعدها که در برنامهٔ کارگران، هفته‌ای یک بار نمایشنامه اجرا می‌کردیم، عصمت صفوی با آن که در سازمان برنامه، گرفتاری‌های زیادی داشت اما هر بار به بهانه‌ای مرخصی می‌گرفت و به محل فرستندهٔ رادیو می‌آمد.
تهیه‌کننده و مسئول برنامهٔ کارگران، عبدالله عاطفی بود که نزدیک ظهر جلوی در سازمان برنامه می‌ایستاد و عصمت صفوی را سوار می‌کرد. یک روز که صفوی اوضاع را ناجور دیده بود و می‌دانست با آن همه کار، هرگز رئیس، با یکی دوساعت مرخصی او موافقت نخواهد کرد، خودش را به دندان درد زد. خوشبختانه این حیله، کارگر افتاد اما در مراجعت به اداره، آقای رئیس با لحنی محصوص از او پرسید: خُب خانم! دندانسازی خوش گذشت؟
و بعد اضافه کرد که: نمی‌دانم چرا من صدای شما را از رادیو شنیدم. شاید هم کسانی هستند که صدای شان با شما شباهت دارد. عصمت صفوی این خاطره را شخصن در رادیو ایران تعریف کرد و گفت که برای شرکت در نمایشنامه‌های رادیویی که به‌طور زنده و بدون نوار اجرا می‌شد، هزاران بهانه و دلیل تراشیده‌است.

## کارنامه هنری

### سینما
1. غریبه و مه (۱۳۵۳)
2. پستچی (۱۳۵۱)
3. رضا هفت‌خط (۱۳۵۱)
4. رگبار (۱۳۵۱)
5. راز درخت سنجد (۱۳۵۰)
6. جن (کوتاه)
7. الله کلنگ (کوتاه)
8. وامپیر، زن خون‌آشام (۱۳۴۶)
9. گاو (۱۳۴۸)
10. عروس کدومه (۱۳۳۸)
11. پریچهر (۱۳۳۰)
12. شکار خانگی (۱۳۳۰)

### نمایش‌ها
1. آغامحمدخان قاجار
2. افول
3. بلبل سرگشته
4. تانیا
5. جان فدای وطن
6. چوب به دستهای ورزیل
7. خاقان می‌رقصد
8. خانواده فنا شده
9. خشت اول
10. روباه‌ها
11. صاعقه
12. قائم مقام
13. کلمب
14. لونه شغال
15. نادرشاه
16. یرما
17. یک شب در حرم ناصرالدین شاه

### تلویزیون
- سمک عیار